# Грим

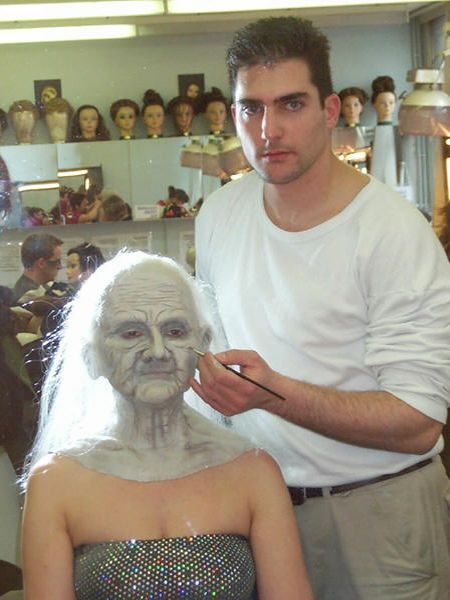
Гримування актриси

Грим — це макіяж, який використовують у театрі та кіно для зміни зовнішності актора, аби вона краще відповідала персонажу якого вони грають.

## Зноски
1. ↑  makeup | performing arts. Encyclopedia Britannica. Процитовано 18 вересня 2022.